# Miss Francji

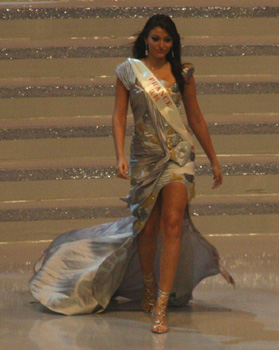
Miss Francji 2007 Rachel Legrain-Trapani

Miss Francji (oryg. Miss France) – konkurs piękności organizowany we Francji od roku 1947. 

## Laureatki tytułu
- 1947: Yvonne Viseux (Lazurowe Wybrzeże)
- 1948: Jacqueline Donny (Paryż)
- 1949: Juliette Figueras (Paryż)
- 1950: Maryse Delort („Miss Automobile“)
- 1951: Nicole Drouin (Saint Tropez)
- 1952: Josiane Pouy (Gaskonia)
- 1953: Sylviane Carpentier (Pikardia)
- 1954: Irène Tunq (Lyon)
- 1955: Véronique Zuber (Paryż)
- 1956: Gisèle Charbit (Lazurowe Wybrzeże)
- 1957: Inès Navarro (Juan Les Pins)
- 1958: Monique Negler (Normandie)
- 1959: Monique Chiron (Poitou)
- 1960: Brigitte Barazer (Côte d'Emeraude)
- 1961: Michèle Wargnier (Bretania)
- 1962: Monique Lemaire (Côte d'Emeraude)
- 1963: Muguette Fabris (Île-de-France)
- 1964: Jacqueline Gayraud (Wandea)
- 1965: Christiane Sibellin (Lyon)
- 1966: Monique Boucher (Charente)
- 1967: Jeanne Beck (Normandia)
- 1968: Christiane Lillio (Saint Etienne)
- 1969: Suzanne Angly (Alzacja)
- 1970: Micheline Beaurain (Paryż)
- 1971: Myriam Stocco (Langwedocja-Roussillon)
- 1972: Chantal Bouvier de Lamotte (Paryż)
- 1973: Isabelle Krumacker (Lotaryngia)
- 1974: Edna Tepava (Tahiti)
- 1975: Sophie Perin (Lotaryngia)
- 1976: Monique Uldaric (Réunion)
- 1977: Véronique Fagot (Poitou)
- 1978: Brigitte Konjovic (Paryż)
- 1979: Sylvie Parera (Marsylia)
- 1980: Patricia Barzyk (Jura)
- 1981: Isabelle Benard (Normandia)
- 1982: Sabrina Belleval (Lazurowe Wybrzeże)
- 1983: Frédérique Leroy (Bordeaux)
- 1984: Martine Robine (Normandia)
- 1985: Suzanne Iskandar (Alzacja)
- 1986: Valérie Pascale (Paryż)
- 1987: Nathalie Marquay (Alzacja)
- 1988: Sylvie Bertin (Bresse-Bugey)
- 1989: Peggy Zlotkowski (Akwitania)
- 1990: Gaëlle Voiry (Akwitania)
- 1991: Mareva Georges (Tahiti)
- 1992: Linda Hardy (Kraje Loary)
- 1993: Véronique de la Cruz (Gwadelupa)
- 1994: Valerie Claisse (Kraje Loary)
- 1995: Melody Vilbert (Akwitania)
- 1996: Laure Belleville (Pays de Savoie)
- 1997: Patricia Spehar (Paryż)
- 1998: Sophie Thalmann (Lotaryngia)
- 1999: Mareva Galanter (Tahiti)
- 2000: Sonia Rolland (Bourgogne)
- 2001: Élodie Gossuin (Pikardia)
- 2002: Sylvie Tellier (Lyon)
- 2003: Corinne Coman (Gwadelupa)
- 2004: Lætitia Bléger (Alzacja)
- 2005: Cindy Fabre (Normandia)
- 2006: Alexandra Rosenfeld (Langwedocja)
- 2007: Rachel Legrain-Trapani (Pikardia)
- 2008: Valérie Bègue (Réunion)
- 2009: Chloé Mortaud (Midi-Pyrénées)
- 2010: Malika Ménard (Normandia)
- 2011: Laury Thilleman (Bretania)
- 2012: Delphine Wespiser (Alzacja)
- 2013: Marine Lorphelin (Burgundia)
- 2014: Flora Coquerel (Orlean)
- 2015: Camille Cerf (Nord-Pas-de-Calais)
- 2016: Iris Mittenaere (Nord-Pas-de-Calais)
- 2017: Alicia Aylies (Gujana)
- 2018: Maëva Coucke (Nord-Pas-de-Calais)
- 2019: Vaimalama Chaves (Tahiti)
- 2020: Clémence Botino (Gwadelupa)
- 2021: Amandine Petit (Normandia)
- 2022: Diane Leyre (Île-de-France)
- 2023: Indira Ampiot (Gwadelupa)
- 2024: Eve Gilles (Nord-Pas-de-Calais)
- 2025: Angélique Angarni-Filopon (Martynika)